# 耐熱ガラス
耐熱ガラス（たいねつガラス）とは、熱膨張率をガラス原料の組成により下げ、急激な温度変化を加えても割れにくい様にしたガラスのこと。
この製品は、SiO2とB2O3を混合したホウケイ酸ガラスであり、熱膨張率は約 3×10-6/K である。耐熱衝撃性に加えて耐腐食性にも優れている。耐熱ガラスとして独・ショット社（Schott）のDuran、日本・HARIO社のHARIO、日本・AGCテクノグラス社のiwakiなどがある。ブランドとしてはパイレックスが有名である。

## 原理
ガラスが割れる場合は、大きく分けてふたつある。ひとつは強い衝撃を加えた時、もうひとつは急激に温度を変化させた時である。後者の例では、冷凍庫で冷やしたグラスに熱湯を注ぐと大抵のものは割れてしまう。これを熱衝撃と呼ぶ。これはガラスの熱伝導度が非常に小さいことと関係している。
今ここに一枚の板ガラスがあるとする。これを一方の面から熱すると、熱せられた面は熱膨張により延びようとするが、ガラスの熱伝導が小さいために、熱がもう一方の面にはなかなか伝わらないので、もう一方の面はそのままでいようとする。このため、これらの面の間に熱による応力が生じる。この熱応力がガラスの破断応力を超えると、ガラスは割れてしまうのである。
解決策としては「熱伝導度を大きくする」のと「熱膨張率を小さくする」という二つの手段がある。前者をガラスで実現するのはほぼ不可能なので、耐熱ガラスは熱膨張率を小さくするように設計されている。熱膨張率が小さいと、ガラスに温度差があっても熱応力が小さくなるため、急激な温度変化に耐えることができる。

## 結晶化ガラス
ガラスの熱膨張率を小さくするためには、熱膨張率の小さいガラスを混ぜるという方法があるが、これをさらに推し進めて、負の熱膨張を持つ材料を混ぜるという方法がある。負の熱膨張率を持つ材料は、温度を上げるほどに収縮する。身近な例では0℃から4℃までの水がそれである。
この方法を用いたのが結晶化ガラスの耐熱ガラスである。これはガラス中に目に見えないほど小さな負の熱膨張をもつ結晶を分散させ、ガラスの熱膨張を結晶の負の熱膨張で相殺する。これは耐熱ガラステーブルに使われているほか、液晶パネルやプラズマディスプレイパネルなどの薄膜製造プロセスを経るガラスに特によく用いられている。ガラス上にTFTを生成する際には基板上への膜生成と焼成とを繰り返す必要がある。焼成の際に熱膨張が起こると断線や不良の原因となるため、この分野では通常の耐熱ガラスよりさらに熱膨張率を小さくする必要がある。

## 急加熱と急冷却
20℃のガラスコップに100℃の熱湯を注いだ時と100℃のガラスコップに20℃の水を注いだ時では、温度差すなわち熱応力は同じだが、水を注いだ方が割れやすい。
これは加熱と冷却による表面変化の違いから理解出来る。ガラスを加熱した場合には表面が膨張して内部はそのままなので、表面に圧縮応力、内部には引っ張り応力がかかる。一方、冷却した場合は表面は収縮して内部はそのままなので、表面には引っ張り応力、内部には圧縮応力がかかる。
ガラスが割れるのは、基本的にはガラス表面にある微細な傷が引っ張りによって進展するためである。ラーメンのスープ袋の切れ込みが引っ張りによって進行するのと同じと考えて良い。そのため、表面に引っ張り応力がかかる冷却時は加熱時と較べて割れやすい。
よって、耐熱ガラスでも冷却のときには余裕を持って扱う必要がある。

## 用途
ビーカーなどのガラス製理化学機器やガラスポットなどの耐熱調理器具の材料に広く用いられる。特に鏡筒内の温度差によって結像に歪みを生じさせないため、反射望遠鏡の反射鏡の素材としても耐熱ガラスは用いられている。